# 아토 무하메자노프
아토 무하메자노프(러시아어: Ато Мухумеджанов, 타지크어: Ато Муҳаммадҷонов, 1940년 9월 10일 ~  2002년 9월 9일)는 소련, 타지키스탄의 배우이다.